# Іган (Міннесота)
Іган (англ. Eagan) — місто (англ. city) в США, в окрузі Дакота штату Міннесота. Населення — 68 855 осіб (2020).

## Географія
Іган розташований за координатами 44°48′56″ пн. ш. 93°9′45″ зх. д. / 44.81556° пн. ш. 93.16250° зх. д. (44.815500, -93.162400).  За даними Бюро перепису населення США в 2010 році місто мало площу 86,57 км², з яких 80,59 км² — суходіл та 5,98 км² — водойми.

## Демографія
Згідно з переписом 2010 року, у місті мешкало 64 206 осіб у 25 249 домогосподарствах у складі 16 884 родин. Густота населення становила 742 особи/км².  Було 26414 помешкання (305/км²).
Расовий склад населення:
| - 81,5 % — білих - 7,9 % — азіатів - 5,6 % — чорних або афроамериканців - 0,3 % — корінних американців - 1,7 % — осіб інших рас |

До двох чи більше рас належало 3,0 %. Частка іспаномовних становила 4,5 % від усіх жителів.
За віковим діапазоном населення розподілялося таким чином: 25,5 % — особи молодші 18 років, 66,9 % — особи у віці 18—64 років, 7,6 % — особи у віці 65 років та старші. Медіана віку мешканця становила 36,8 року. На 100 осіб жіночої статі у місті припадало 96,6 чоловіків;  на 100 жінок у віці від 18 років та старших — 93,8 чоловіків також старших 18 років.
Середній дохід на одне домашнє господарство  становив 104 699 доларів США (медіана — 82 265), а середній дохід на одну сім'ю — 124 262 долари (медіана — 104 157). Медіана доходів становила 66 901 долар для чоловіків та 51 031 долар для жінок. За межею бідності перебувало 7,0 % осіб, у тому числі 9,1 % дітей у віці до 18 років та 3,8 % осіб у віці 65 років та старших.
Цивільне працевлаштоване населення становило 38 114 особи. Основні галузі зайнятості: освіта, охорона здоров'я та соціальна допомога — 22,0 %, науковці, спеціалісти, менеджери — 12,5 %, виробництво — 11,4 %, фінанси, страхування та нерухомість — 11,2 %.